# Jimmy Snuggerud
James "Jimmy" Snuggerud, född 1 juni 2004, är en amerikansk professionell ishockeyforward som spelar för St. Louis Blues i National Hockey League (NHL).
Han har tidigare spelat för Minnesota Golden Gophers i National Collegiate Athletic Association (NCAA) och Team USA i United States Hockey League (USHL).
Snuggerud draftades av St. Louis Blues i första rundan i 2022 års draft som 23:e spelare totalt.
Han är son till Dave Snuggerud.

## Statistik
| 2018–2019   | MN Great Plains        |             | 15  | 8  | 4  | 12  | —   | — | — | — | — | — |
| 2019–2020   | Chaska Hawks           |             | 23  | 15 | 19 | 34  | 12  | 3 | 5 | 2 | 7 | 0 |
| 2020–2021   | Team USA               | USHL        | 29  | 7  | 7  | 14  | 14  | — | — | — | — | — |
|             | U.S. National U17 Team |             | 45  | 15 | 17 | 32  | 20  | — | — | — | — | — |
| 2021–2022   | Team USA               | USHL        | 26  | 6  | 20 | 26  | 22  | — | — | — | — | — |
|             | U.S. National U18 Team |             | 59  | 24 | 39 | 63  | 32  | — | — | — | — | — |
| 2022–2023   | Boston College Eagles  | NCAA        | 40  | 21 | 29 | 50  | 42  | — | — | — | — | — |
| 2023–2024   | Boston College Eagles  | NCAA        | 39  | 21 | 13 | 34  | 42  | — | — | — | — | — |
| 2024–2025   | St. Louis Blues        | NHL         | 1   | 0  | 0  | 0   | 0   | — | — | — | — | — |
|             | Boston College Eagles  | NCAA        | 40  | 24 | 27 | 51  | 29  | — | — | — | — | — |
| NHL totalt  | NHL totalt             | NHL totalt  | 1   | 0  | 0  | 0   | 0   | — | — | — | — | — |
| NCAA totalt | NCAA totalt            | NCAA totalt | 119 | 66 | 69 | 135 | 113 | — | — | — | — | — |
| USHL totalt | USHL totalt            | USHL totalt | 55  | 13 | 27 | 40  | 36  | — | — | — | — | — |

### Internationellt
| Källa: Uppdaterad: 2025-04-02 | Källa: Uppdaterad: 2025-04-02 | Källa: Uppdaterad: 2025-04-02 |         | Utv = Utvisningsminuter | Utv = Utvisningsminuter | Utv = Utvisningsminuter | Utv = Utvisningsminuter | Utv = Utvisningsminuter |
| År                            | Lag                           | Mästerskap                    | Matcher | Mål                     | Assists                 | Poäng                   | Utv                     |                         |
| ----------------------------- | ----------------------------- | ----------------------------- | ------- | ----------------------- | ----------------------- | ----------------------- | ----------------------- | ----------------------- |
| 2020                          | USA                           | Ungdoms-OS                    | 4       | 0                       | 2                       | 2                       | 2                       |                         |
| 2022                          | USA                           | U18-VM                        | 6       | 3                       | 4                       | 7                       | 2                       |                         |
| 2023                          | USA                           | JVM                           | 7       | 5                       | 8                       | 13                      | 2                       |                         |
| 2024                          | USA                           | JVM                           | 6       | 5                       | 3                       | 8                       | 2                       |                         |
| Junior totalt                 | Junior totalt                 | Junior totalt                 | 23      | 13                      | 17                      | 30                      | 8                       |                         |